# Episodi di New Girl (settima stagione)

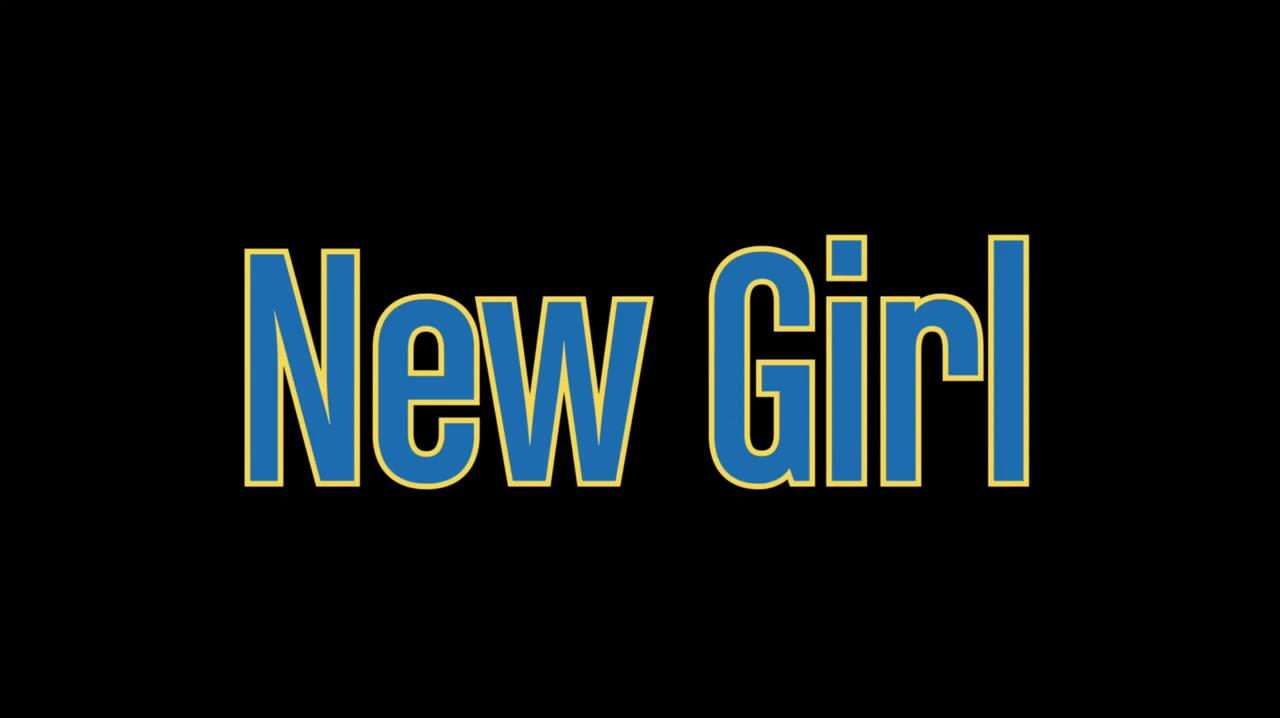
Immagine dalla sigla utilizzata nella settima stagione della serie

La settima e ultima stagione della serie televisiva New Girl, composta solamente da otto episodi, è stata trasmessa in prima visione assoluta negli Stati Uniti d'America su Fox dal 10 aprile al 15 maggio 2018.
In Italia la stagione è stata trasmessa in prima visione da Fox Comedy, canale a pagamento della piattaforma satellitare Sky, dal 22 aprile al 27 maggio 2018.
| n° | Titolo originale              | Titolo italiano                   | Prima TV USA   | Prima TV Italia |
| -- | ----------------------------- | --------------------------------- | -------------- | --------------- |
| 1  | About Three Years Later       | Tre anni dopo                     | 10 aprile 2018 | 22 aprile 2018  |
| 2  | Tuesday Meeting               | La riunione del martedì           | 17 aprile 2018 | 29 aprile 2018  |
| 3  | Lillypads                     | Lillypads                         | 24 aprile 2018 | 6 maggio 2018   |
| 4  | Where the Road Goes           | Furguson                          | 1º maggio 2018 | 13 maggio 2018  |
| 5  | Godparents                    | Ruth                              | 8 maggio 2018  | 20 maggio 2018  |
| 6  | Mario                         | Mario                             | 8 maggio 2018  | 20 maggio 2018  |
| 7  | The Curse of the Pirate Bride | La Maledizione della Sposa Pirata | 15 maggio 2018 | 27 maggio 2018  |
| 8  | Engram Pattersky              | Lo sfratto                        | 15 maggio 2018 | 27 maggio 2018  |

## Tre anni dopo
- Titolo originale: About Three Years Later
- Diretto da: Erin O'Malley
- Scritto da: Berkley Johnson

### Trama
Sono passati circa tre anni dalla fine della sesta stagione. Mentre Nick e Jess ormai fanno coppia fissa più innamorati che mai e ritornano dal tour promozionale dell’ultimo libro di lui in Europa, Cece e Schmidt invece sono alle prese con l'organizzazione del perfetto compleanno per la figlia Ruth e Winston vuole assolutamente scegliere la foto glamour migliore per lui e Aly, ormai sposati e con lei incinta di sette mesi del loro primo figlio. Tutti pensavano che finalmente Nick e Jess fossero fidanzati ufficialmente e restano delusi quando scoprono che non è così, ma Jess, che ormai ha imparato a prendere la vita con più filosofia che in passato, dice a tutti che non importa perché lei e Nick sono felicissimi anche così e questa è la cosa più importante di tutte, non sapendo che in realtà lui stava davvero programmando da mesi di fare il grande passo proprio quella sera stessa una volta tornati al loft, che intanto è diventato la loro casa, dopo aver anche chiesto la benedizione di Bob e programmato tutto nei minimi dettagli per far avere a Jess la proposta perfetta, ma quando lei dice quelle cose davanti agli amici sente che il momento perfetto è stato rovinato e preferisce aspettare ancora per riorganizzare il tutto e sorprenderla nuovamente come voleva fare in quell’occasione.

## La riunione del martedì
- Titolo originale: Tuesday Meeting
- Diretto da: [[]]
- Scritto da: [[]]

### Trama
Jess si confronta con il suo nuovo datore di lavoro Russell (che è anche uno dei suoi ex), su consiglio di Cece, perché si sente poco valorizzata e pensa di poter dare molto di più. Il nuovo libro di Nick viene rifiutato dal suo editore e il ragazzo, in crisi di idee su cosa proporgli, viene aiutato da Schmidt e Winston a superare il suo blocco dello scrittore. Intanto, i tre devono fare anche i conti con Ruth che non dorme e cercano quindi dei modi per farla addormentare.

## Lillypads
- Titolo originale:  Lillypads
- Diretto da: [[]]
- Scritto da: [[]]

### Trama
Cece e Schmidt chiedono a Jess di aiutare Ruth nel prepararsi per l'audizione a una prestigiosa scuola ma Schmidt è sempre in disaccordo con la ragazza. Nick deve scrivere una bozza per il suo nuovo libro e contemporaneamente aiutare Winston a superare la sua paura di parlare in pubblico.

## Furguson
- Titolo originale:  Where the Road Goes
- Diretto da: [[]]
- Scritto da: [[]]

### Trama
I ragazzi celebrano l'anniversario della morte di Furguson. Jess cerca di parlare con Nick, avvertendo dell'ostilità tra lui e l'ex coinquilino Coach. Schmidt pensa preoccupato a cosa farebbe Cece se dovesse rimanere vedova.

## Ruth
- Titolo originale:  Godparents
- Diretto da: [[]]
- Scritto da: [[]]

### Trama
Winston e Aly scelgono Jess come madrina del loro bambino. Schmidt torna al lavoro e trova la compagnia totalmente cambiata. Cece dimentica il suo telefono con il codice per entrare nell'asilo di Ruth e chiede a Nick, che crede di essere il padrino della bambina, di recuperarlo. Jess, per aiutare Winston che è andato in crisi pensando che non sarà in grado di fare il padre, decide di provare a rintracciare suo padre biologico, mentre Schmidt capisce che lo rende più felice occuparsi a tempo pieno di Ruth che il suo lavoro, perciò decide di licenziarsi.

## Mario
- Titolo originale:  Mario
- Diretto da: [[]]
- Scritto da: [[]]

### Trama
Cece e Schmidt decidono di provare ad avere un altro bambino, mentre Winston prova degli occhiali che gli fanno vedere i colori per la prima volta. Intanto, Nick pianifica la proposta perfetta da fare a Jess e che già non è riuscito a farle qualche tempo prima, ma i suoi piani vanno in fumo nuovamente quando scopre che Jess ha organizzato per quella stessa sera un secondo incontro per adottare un cane dopo che i due non erano stati ritenuti idonei due anni prima. Così, inizia la solita catena di eventi improbabili che porta Nick a fare la proposta a Jess in un parco dove stanno tenendo un cineforum di film anni ‘80 dopo che Mario, il cane adottato da loro, è scappato: la ragazza accetta entusiasta e commossa davanti agli sguardi felici dei loro amici.

## La Maledizione della Sposa Pirata
- Titolo originale:  The Curse of the Pirate Bride
- Diretto da: [[]]
- Scritto da: [[]]

### Trama
Nick e Jess decidono di passare insieme la notte prima delle nozze nonostante dicano porti sfortuna, ma il giorno dopo la maledizione sembra effettivamente abbattersi su di loro, dato che va tutto storto: Jess scivola, si fa male a un occhio e deve indossare una benda, mentre Nick prima si ritrova con degli escrementi di uccello sullo smoking e poi perde il suo contratto editoriale e i due ricevono anche lo sfratto dal loft, inoltre Aly entra in travaglio e Russell prova inutilmente a riconquistare Jess. Una volta recatisi tutti all’ospedale per il parto di Aly, Nick e Jess riconoscono che in fondo la loro vita è sempre stata strana e imprevedibile fin da quando si conoscono, ma che ora non hanno più paura di affrontarla giorno per giorno e che non importa quel che accadrà perché l’importante è stare insieme e uniti come ormai hanno imparato a fare. Così, i due decidono di continuare con le loro stranezze e quindi di sposarsi lo stesso in ospedale durante il travaglio di Aly e finalmente dicono il tanto atteso “sì”. Infine, nasce il figlio di Winston e Aly: Dan Bill Bishop.

## Lo sfratto
- Titolo originale:  Engram Pattersky
- Diretto da: [[]]
- Scritto da: [[]]

### Trama
Un mese dopo il matrimonio, Jess e Nick sono costretti a traslocare dopo lo sfratto ricevuto da un certo Engram Pattersky, una società che pare aver acquistato l’intero edificio in cui si trova il loft. I ragazzi, chiamati da Nick perché Jess è triste all’idea di lasciare quella che è stata la loro casa per tutti quegli anni, li raggiungono e tutti insieme ricordano i bei momenti passati lì e giocano per l'ultima volta ad Americano Vero mentre finiscono di impacchettare le varie cose. Alla fine, si scopre che era tutto un grande scherzo ideato da Winston, ma dato che ormai il trasloco è stato fatto, Nick e Jess decidono di trasferirsi comunque e così tutti insieme salgono sul camion dei traslochi e lasciano il loft.
Un flashforward di alcuni anni mostra il futuro dei protagonisti. Tutte le coppie sono ancora felicemente sposate. Inoltre, Nick e Jess, oltre al loro cagnolino Mario, ora hanno anche un figlio, mentre Cece e Schmidt hanno avuto il loro secondo bambino, Moses, e Winston e Ali sono diventati genitori di ben altri quattro figli oltre a Dan Bill. Il gruppo viene mostrato ancora unito come al presente e mentre gioca ancora ad Americano Vero insieme a tutti i loro figli.